# Баро, Эмиль
Эмиль Баро, также Баро-Баку (фр. Émile Barau, Barau-Bacou; 11 марта 1851, Реймс — 19 ноября 1930, Нёйи-сюр-Сен) — французский художник-пейзажист.

## Биография
Эмиль Баро родился в Реймсе 11-го (по другим данным — 12-го) марта 1851 года. Его отец, Гаспар Баро, был состоятельным торговцем пробками, и Эмиль продолжал дело отца вплоть до его кончины в 1872 году. Затем он решил получить художественное образование и в 1874 году начал обучение в парижской Высшей школе изящных искусств, где его преподавателями были Жан-Леон Жером и Ойген Йеттель. После окончания обучения Баро некоторое время работал в Голландии и в Дании; затем в Бретани, Нормандии и Турени. Однако ближе всего ему были пейзажи Шампани, которые составляют три четверти его творчества.
С 1887 по 1889 год Баро выставляется в Парижском салоне; в 1889 году получает золотую медаль на Всемирной выставке в Париже. С 1890 года — член Национального общества изящных искусств, учредившего Салон Марсова поля, где Баро выставлялся вплоть до своей смерти. В 1895 году был награждён Орденом Почётного легиона. Участвовал во всех выставках, проводившихся Реймсским обществом любителей искусства.
Эмиль Баро умер 19 ноября 1930 года в Нёйи-сюр-Сен. Согласно воле самого художника, он был похоронен в семейном склепе на Северном кладбище Реймса.

## Творчество
Эмиль Баро известен в первую очередь пейзажами, изображающими окрестности Реймса. Рихард Мутер в своей «Истории живописи в XIX веке» назвал манеру Баро «грустной», а его картины — «симфониями в сером тоне». Он писал, что художник «… любит деревенскую природу и очень оригинально изображает живописные уголки тихих деревушек; его привлекает не яркое сияние красок, а бледность умирающей природы».
Около 15 работ Эмиля Баро находятся в Реймсском музее изящных искусств. Часть из них пожертвовал музею Анри Ванье, директор винодельческого дома Pommery и друг Баро, приобретший у него 12 полотен.

## Память
До 1968 года в Реймсе существовала улица, названная в честь Эмиля Баро (впоследствии она была уничтожена при создании авеню Поля Маршандо).

## Галерея
- Работы в осеннем саду (1885)
- Пейзаж со стирающей женщиной
- Эйфелева башня и павильоны Всемирной выставки 1889 года (1889)
- Вороны в Дании (ок. 1890)